# Gabriel Hacke
Gabriel Hacke, född 1625, död 3 april 1681 i Skänninge stad. Han var en svensk borgmästare i Skänninge stad mellan 1659 och 1680. Hacke var bror till bildhuggaren Michael Hacke.

## Biografi
Hacke var son till myntmästaren Mikael Hack och Maria Witte. Han började arbeta som borgmästare 1659 i Skänninge stad. Han avled 3 april 1681 i Skänninge.

### Familj
Hacke var gift med Elisabeth Rising. De fick tillsammans dottern Maria (född 1663).